# 千葉源蔵
千葉 源蔵（ちば げんぞう、1915年（大正4年）3月25日 - 1988年（昭和63年）9月21日）は、日本の実業家。文藝春秋社長、日本雑誌協会、日本雑誌広告協会、出版健康保険組合理事長等を歴任した。

## 人物・来歴
山形県米沢市柳町（現：大町1丁目）に生まれる。
山形県立米沢商業学校（現：山形県立米沢商業高等学校）を経て、1938年（昭和13年）に法政大学経済学部を卒業後、文藝春秋社に入社。
営業部長、業務局次長を歴任後、1953年（昭和28年）取締役に選任。68年常務、74年専務、79年社長、84年会長、88年名誉会長となる。
豪傑肌の人物として知られ、その人柄を菊池寛も惚れ込み、大宅壮一ノンフィクション賞の選考委員も担った。また山形県人会東京連合会会長や米沢有為会の会長も務めた。
1991年（平成3年）に電通からマスコミ功労者顕彰を追贈される。

## 著書
- 『文藝春秋の六十年の歩み』文藝春秋、1982年1月。